# Cinara nepticula
Cinara nepticula är en insektsart som beskrevs av Hottes 1958. Cinara nepticula ingår i släktet Cinara och familjen långrörsbladlöss. Inga underarter finns listade i Catalogue of Life.